# Giải vô địch bóng đá nữ châu Âu 1987
Giải vô địch bóng đá nữ châu Âu 1987 do UEFA tổ chức được tiến hành từ ngày 11 tháng 6 đến ngày 14 tháng 6 năm 1987 tại Na Uy. Chủ nhà Na Uy thắng đương kim vô địch Thụy Điển trong trận chung kết với tỉ số 2–1.

## Bán kết
| Na Uy                   | 2-0      | Ý |
| ----------------------- | -------- | - |
| Stendal 40' · Støre 73' | Chi tiết |   |

| Thụy Điển                      | 3-2 (s.h.p.) | Anh                      |
| ------------------------------ | ------------ | ------------------------ |
| Börjesson 32' · Axén 50', 100' | Chi tiết     | Sherrard 35' · Davis 43' |

### Tranh hạng ba
| Ý                         | 2-1      | Anh              |
| ------------------------- | -------- | ---------------- |
| Morace 36' · Vignotto 50' | Chi tiết | Davis 4' (ph.đ.) |

## Chung kết
| Na Uy            | 2 – 1    | Thụy Điển    |
| ---------------- | -------- | ------------ |
| Stendal 28', 72' | Chi tiết | Videkull 73' |

## Vô địch
| Giải vô địch bóng đá nữ châu Âu 1987 |
| ------------------------------------ |
| · Na Uy · Lần thứ nhất               |

## Cầu thủ ghi bàn
3 bàn
- Trude Stendal

2 bàn
- Gunilla Axén
- Kerry Davis

1 bàn
| - Jackie Sherrard - Heidi Støre | - Anette Börjesson - Lena Videkull | - Carolina Morace - Elisabetta Vignotto |